# Jutta Ludewig
Jutta Ludewig (* 20. März 1936 in Halle an der Saale; † 11. Mai 2022 in Bodenheim) war eine deutsche Solotänzerin, Choreographin und Tanzpädagogin.

## Leben und Wirken
Jutta Ludewig, als Tochter eines Kaufmanns in Halle an der Saale geboren, wurde während ihrer Schulzeit gezielt in rhythmischer Gymnastik unterrichtet und erhielt ersten privaten Tanzunterricht. Als Fünfzehnjährige begann sie ihre berufliche Ausbildung in Berlin bei Mary Wigman, die sie (auch als Pädagogin) im Alter von 18 Jahren abschloss. Nach Abschluss ihrer Ausbildung arbeitete sie anschließend zunächst als Wigmans Assistentin in Leipzig und studierte später noch klassisch-akademischen Tanz an der renommierten Helken-Schule in Frankfurt am Main.
Es folgten Engagements als Tänzerin an Theatern und Bühnen in Köln, Lübeck, Hannover und Mainz. Während ihres Lübecker Engagements begann sie mit der Konzeption und Gestaltung eigener Tanzabende, die sie auch in anderen bundesdeutschen Städten wiederholte und aus denen sich schließlich ganze Tourneen ergaben. Ludewig widmete sich dabei nicht nur dem Ballett, sondern ebenfalls dem Ausdruckstanz (als Vorbild nannte sie auch Isadora Duncan). Ab 1964 führten sie Tourneen auch ins Ausland. Bei ihren Tourneen innerhalb von Europa, in Kanada, Ägypten, Marokko, dem Libanon u. a. erhielt sie als Solotänzerin internationale Anerkennung. Häufig tanzte sie dabei zu Schlagzeug-Musik, manchmal aber auch ganz ohne Musik.
Zu ihren wichtigen eigenen Choreografien gehören u. a. Justitia (1959), Die Sorge (1960), Visionen der Nacht (1961), Triptychon (1964), Die Zeit (1969) und Visionen der Gegenwart (1970). Gruppenchoreografien legte sie u. a. zu Musiken von Michael Praetorius und Robert Schumann vor.
In den 1950er Jahren (nach Koegler: ab 1960) eröffnete sie ein eigenes Ballett-Studio in Mainz, das sie bis zur Aufgabe des Studios im Dezember 2008 rund fünfzig Jahre leitete. Aus ihrer Schule gingen Profitänzer hervor, die Karriere machten.